# Петров, Борис Александрович (государственный деятель)
Борис Александрович Петров — советский государственный и политический деятель.

## Биография
Родился в 1910 году в Уфе. Член ВКП(б).
С 1928 года — на общественной и политической работе. В 1928—1970 годах — ученик литейного цеха завода «Спартак», сменный мастер, начальник смены доменного цеха Чусовского металлургического завода, служба в РККА, помощник начальника доменного цеха Чусовского металлургического завода, главный инженер Теплогорского металлургического завода, председатель Чусовского горисполкома, первый секретарь Чусовского ГК ВКП(б), заместитель председателя Молотовского облисполкома, секретарь Оренбургского областного комитета КПСС, 1-й секретарь Оренбургского промышленного областного комитета КПСС, 2-й секретарь Оренбургского областного комитета КПСС, начальник «Главоренбургстроя».
Избирался депутатом Верховного Совета РСФСР 6-го и 7-го созывов.
Умер в 1989 году в Оренбурге.